# Filippo II Colonna
Filippo II Colonna (7 avril 1663, Rome - 8 novembre 1714, Rome), prince de Paliano, était un noble italien et mécène issu de la famille Colonna.

## Biographie
Filippo Colonna était le fils de Lorenzo Onofrio Colonna, porteur du titre héréditaire de Grand Connétable du royaume de Naples, et de Maria Mancini, nièce du cardinal Mazarin. Les Espagnols dirigeaient Naples depuis le début du XVIe siècle et les Colonna étaient au service de la couronne espagnole en Italie. En 1687, alors que son père était chef du conseil interrègne de Naples, Filippo fut nommé commandant d'une compagnie de lanciers. En 1689, il succède à son père comme Grand Connétable et duc-prince de Paliano.
Filippo Colonna épousa l'aristocrate espagnole Lorenza de la Cerda à Madrid en 1681, mais elle mourut en 1697 sans qu'ils aient eu d'enfants. Plus tard dans la même année, à Rome, il épouse la noble italienne Olimpia Pamphili. Ensemble, ils ont eu cinq enfants. 
Membre de l'Académie d'Arcadie, qui avait été créée à Rome en 1690, Filippo Colonna accorda protection à Silvio Stampiglia, fondateur de cette institution et qui devint, en 1706, poète officiel de la cour des Habsbourg à Vienne. Sous son mécénat, il reçut et employa également à son service Giovanni Bononcini. De la fort probable rencontre entre Bononcini et Stampiglia serait né une part importante de l'œuvre de Bononcini: ses cinq premiers opéras, Xerxès (1694), Tullo Ostilio (1694), Muzio Scevola (1695), Il Trionfo de Camilla (1696) et Temistocle in bando (1698), en plus de six sérénades et un oratorio. À travers ses activités de mécène, Filippo Colonna fit rénover la galerie d'art du palais romain de la famille, le Palazzo Colonna. En 1703, à la surprise générale, il décide d'ouvrir au public le palais romain familiale qui abritait les œuvres d'art les plus importantes qu'il avait lui-même acquises ou reçues en héritage (notamment par le cardinal Girolamo Colonna et son père, Lorenzo Onofrio Colonna). En 1710, il devint le premier Colonna à être nommé prince assistant au trône pontifical.
Filippo Colonna était affligé de pierres aux reins et de troubles rénaux avant sa mort à Rome en 1714. Son fils Fabrizio II Colonna lui succéda dans ses titres héréditaires. Fabrizio a également commandé un tombeau pour son père dans l’église collégiale Sant’Andrea au siège de la famille, à Paliano, qui a été exécuté par le sculpteur Bernardino Ludovisi et installé en 1745.

## Mariages et enfants
Aucun enfant n'est né du premier mariage de Filippo II Colonna avec Lorenza de la Cerda. Avec Olimpia Pamphili, ils eurent cinq enfants:
- Lorenzo Colonna, mort jeune, décédé en 1699
- Filippo Colonna, mort jeune
- Prospero Colonna, devint cardinal en 1739
- Fabrizio II Colonna, héritier principal
- Agnese Colonna, a épousé Camillo Borghese, IV prince de Sulmona

## Galerie

La Galerie d'Art des Colonna
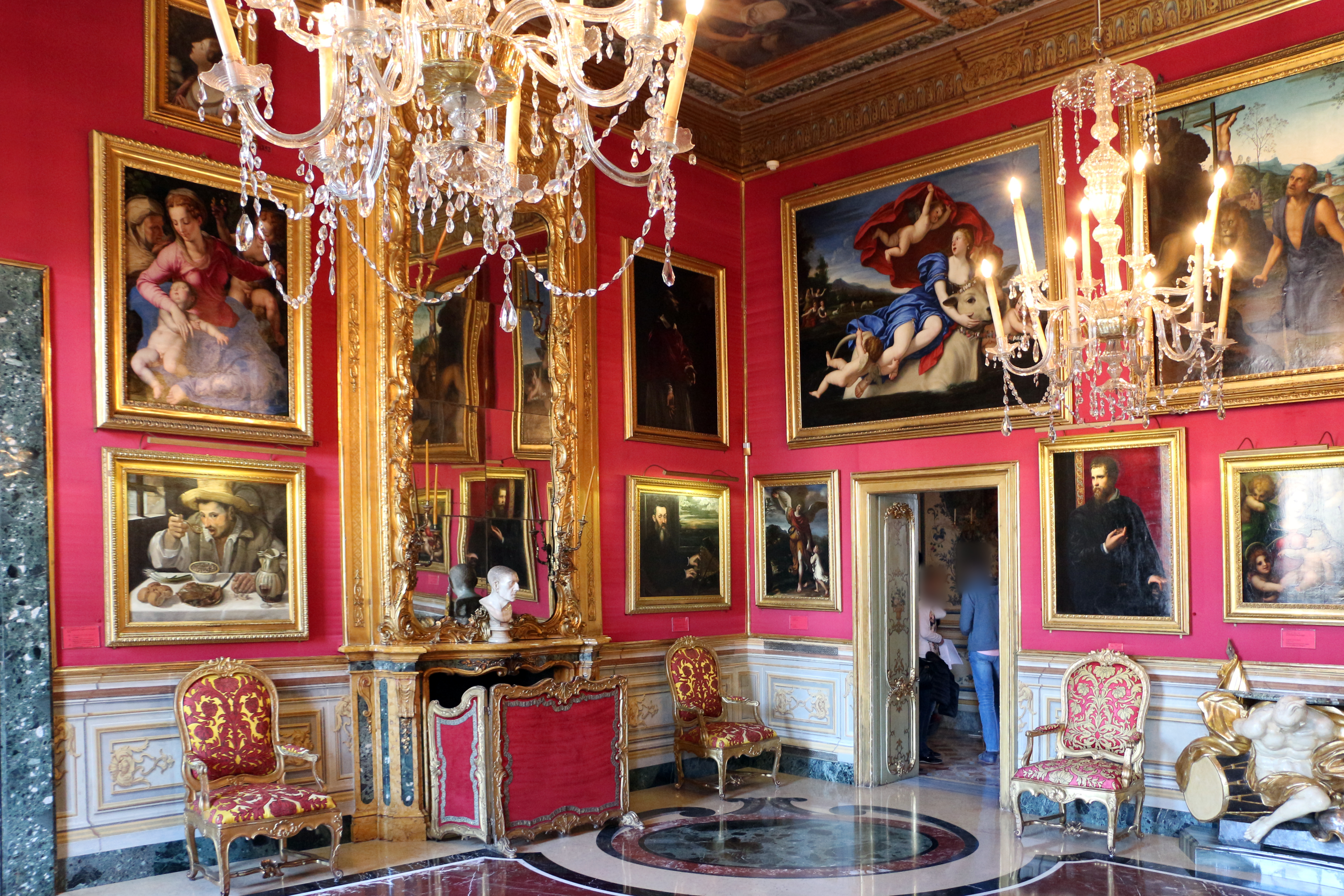
Salle de l'Apothéose de Martin V
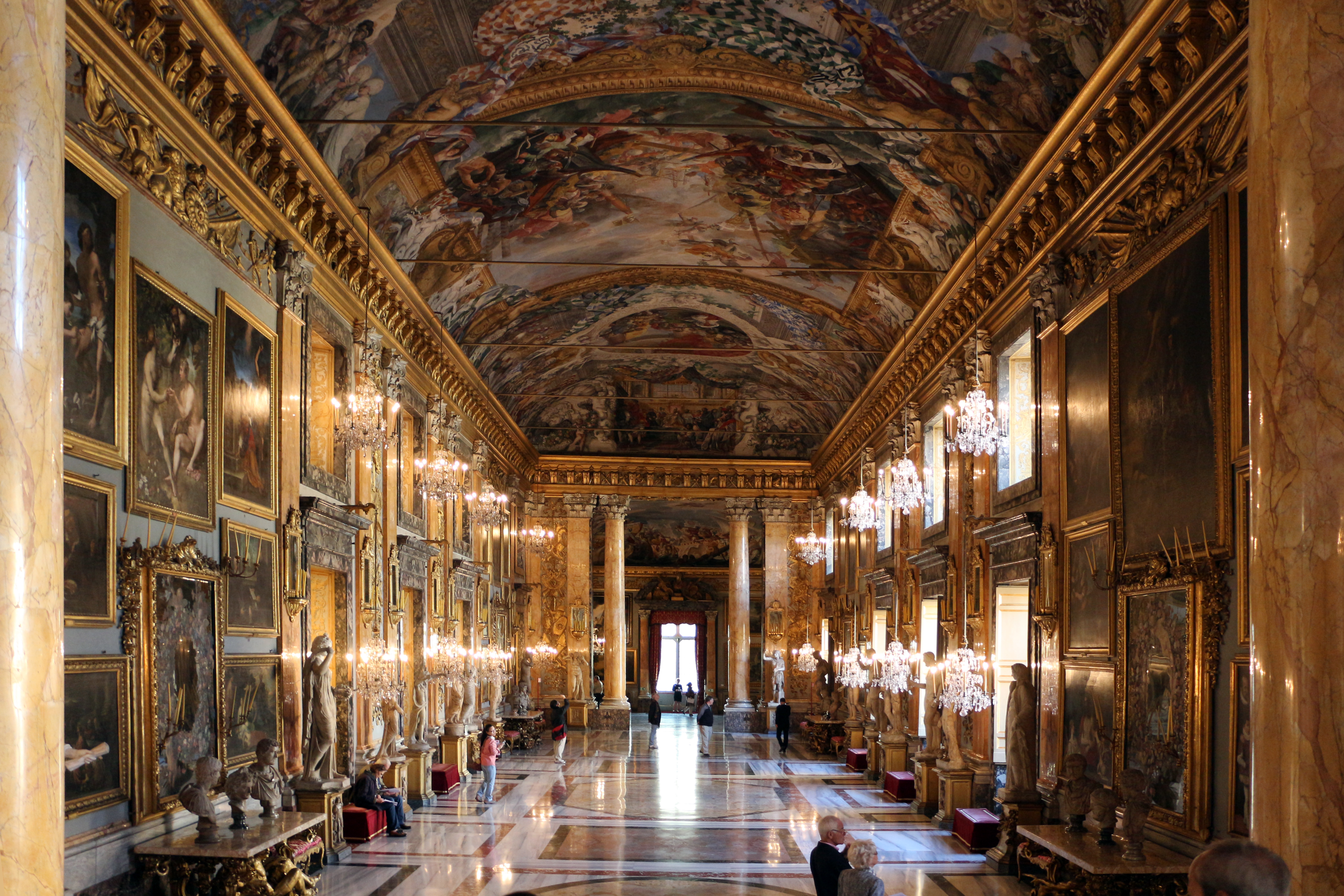
Corridor
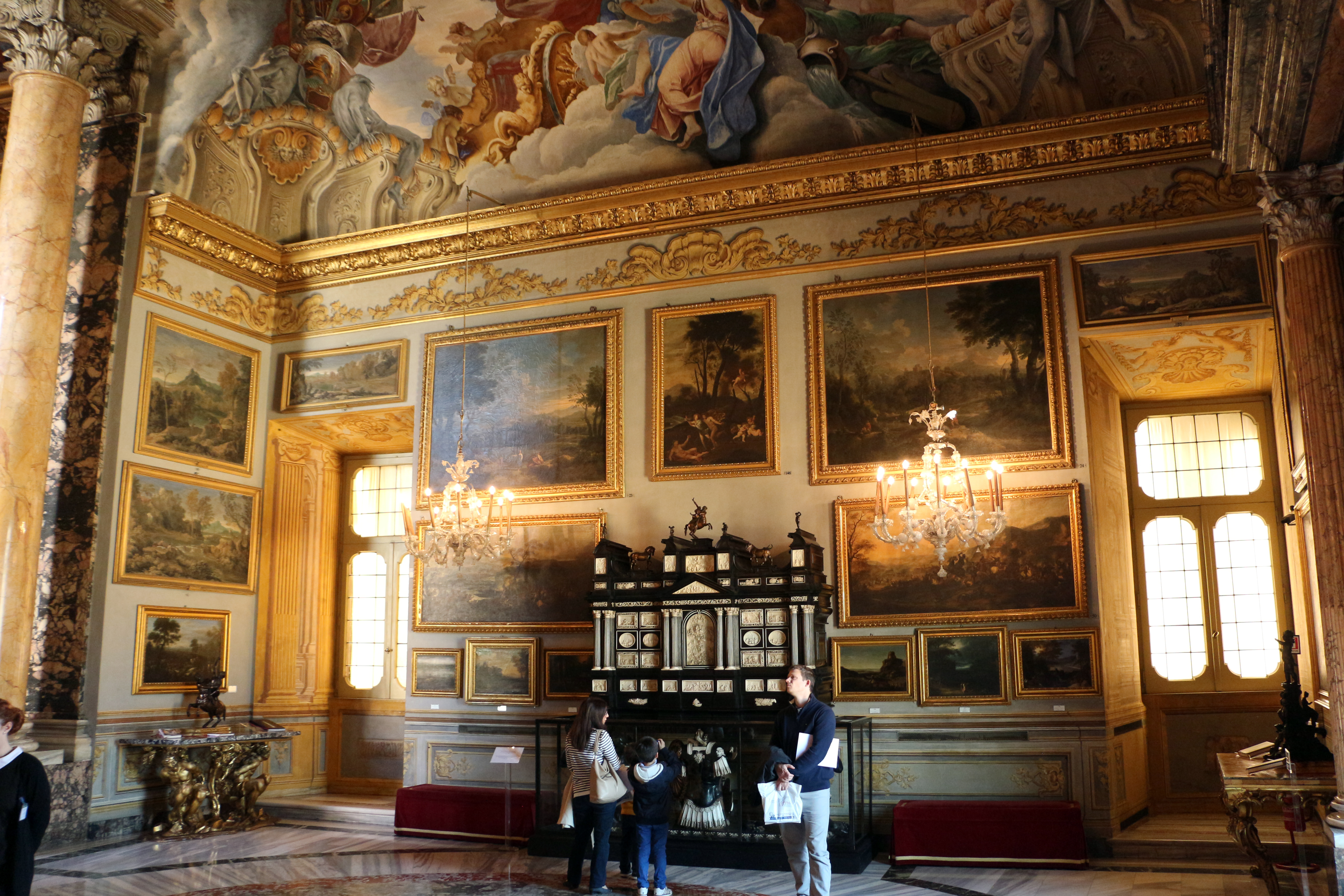
La Salle des Paysages